# Kajsa Ollongren
Karin Hildur Ollongren, detta Kajsa (Leida, 28 marzo 1967), è una politica olandese, membro dei Democratici 66.

## Biografia
Kajsa Ollongren è nata a Leida il 28 marzo 1967 ed è la figlia dello scienziato informatico e astronomo olandese Alexander Ollongren. A causa della madre svedese, ha la nazionalità svedese e olandese. È cresciuta a Oegstgeest e ha frequentato lì dal 1979 al 1985, il Rijnlands Lyceum. Ha studiato economia e storia all'Università di Amsterdam dal 1985 al 1991 e poi ha completato la formazione amministrativa pubblica (pubblica amministrazione) presso l'École nationale d'administration a Parigi e il corso di relazioni estere presso l'Istituto Clingendael a L'Aia.
Ollongren è sposata con sua moglie Irene van den Brekel e hanno due figli.

## Politica

### Servizio civile
Dopo la laurea, Ollongren ha lavorato dal 1992 al 2007 presso il Ministero degli Affari economici, prima come impiegata nell'Europa centrale e orientale e successivamente come capo degli affari parlamentari. Nel 2001 è diventata responsabile dell'integrazione europea e nel 2004 vicedirettore della direzione generale. Ollongren si è presentata nel 2006 come candidato per il partito liberale di sinistra Democratici 66 alle elezioni parlamentari. Nel 2007 è entrata a far parte del Ministero degli affari generali come Segretario generale.

### Politica locale
Nel 2014, è diventato consigliere e Vice Sindaco di Amsterdam. Come tale, è stata responsabile delle aree economiche, dell'aeroporto / porto marittimo, della conservazione storica, dell'arte e della cultura, dei media locali, degli investimenti municipali e del distretto di Amsterdam-Centrum.

### Ministro dell'Interno e delle relazioni con il Regno
Il 26 ottobre 2017, è stata nominata Ministro degli affari interni e delle relazioni con il Regno e Vice primo ministro nel governo Rutte III.